# Рубцов, Павел Алексеевич
Па́вел Алексе́евич Рубцо́в (род. 28 апреля 1982, Москва, СССР), более известен как Па́бло Гонса́лес Я́гуэ (исп. Pablo González Yagüe) —  российский и испанский журналист, политолог, агент ГРУ. Работал в различных левых СМИ, специализирующихся на Восточной Европе и странах бывшего СССР.
27 февраля 2022 года Павел Рубцов был задержан Польшей на польско-украинской границе и обвинен в шпионаже в пользу России. Как агент ГРУ, используя свой статус журналиста, Рубцов собирал информацию для российских властей во время путешествия по восточным странам.
1 августа 2024 года был освобождён в рамках обмена заключёнными между Россией и Западом.

## Биография
Павел Рубцов — внук испанских детей, отправленных в СССР во время гражданской войны в Испании. Он родился в Москве в 1982 году и был зарегистрирован под именем Павел Рубцов. До девяти лет жил в Советском Союзе, а после развода родителей они с матерью переехали в Страну Басков, где мать изменила имя сыну на Пабло Гонсалес Ягуэ в испанском реестре. Они жили в Бильбао и Каталонии.
Рубцов имеет степень по славянской филологии и степень магистра в области стратегических исследований и международной безопасности. Как журналист сотрудничал с некоторыми испанскими СМИ, такими как La Sexta, Público или Gara.

## Задержание в Польше
В ночь с 27 на 28 февраля 2022 года его задержали в отеле в городе Пшемысль (Польша) по подозрению в шпионаже в пользу России. 23 августа его срок предварительного заключения был продлён на три месяца. В заключении он проводил по 23 часа в сутки в тюремной камере без окон в Радоме, в 80 километрах от Варшавы.
Его обвиняли в шпионаже. После задержания местные спецслужбы изучили изъятые у него цифровые носители и нашли на них подробные отчеты о деятельности Жанны Немцовой и людей из ее окружения. Особенно Рубцова интересовали участники летней школы журналистики из Украины и США. 
Отчеты Гонсалеса для ГРУ состояли из трех частей: описание состоявшихся контактов, оценки финансовых расходов «на внедрение» (с просьбой их компенсировать), а также планах на будущее. Пытаясь продемонстрировать кураторам ГРУ, что он получает эксклюзивный доступ к людям из оппозиции, Рубцов включал в донесения адреса, телефоны и описания членов семьи человека, а также детальные рассказы об усилиях Рубцова по установлению контактов, вплоть до того, какое вино он купил в подарок и как именно он его преподнёс.

## Личная жизнь
Женат, имеет троих детей. Проживал в Гернике (Бискайя, Страна Басков, Испания).